# Peng Yisong
Peng Yisgon (n. 13 de noviembre de 2001) es un jugador de snooker chino

## Biografía
Nació en China en 2001. Es jugador profesional de snooker desde 2022. No se ha proclamado campeón de ningún torneo de ranking, y su mayor logro hasta la fecha fue alcanzar la primera ronda en cuatro ocasiones, a saber: la del Snooker Shoot Out de 2023 (cayó derrotado ante Daniel Wells), la del Masters de Alemania de 2023 (1-5 frente a Jimmy White), la del Abierto de Gales de 2023 (1-4 contra Shaun Murphy) y la del WST Classic de 2023 (0-4 ante Anthony McGill). Tampoco ha logrado hilar ninguna tacada máxima, y la más alta de su carrera está en 133.